# Мелитопольская агломерация
Мелитопольская агломерация (укр. Мелітопольська агломерація) — городская агломерация в Запорожской области Украины с центром в городе Мелитополь. Является важным сельскохозяйственным центром, а также центром машиностроительной промышленности.
На данный момент территория агломерации находится под российской оккупацией.

## Состав
- города: Мелитополь.
- районы: Мелитопольский район.

## Статистика
- Численность населения — 287,7 тыс. чел.
- Площадь — 5 640 км².
- Плотность населения — 51,0 человек/км².